# Grand Système IBM

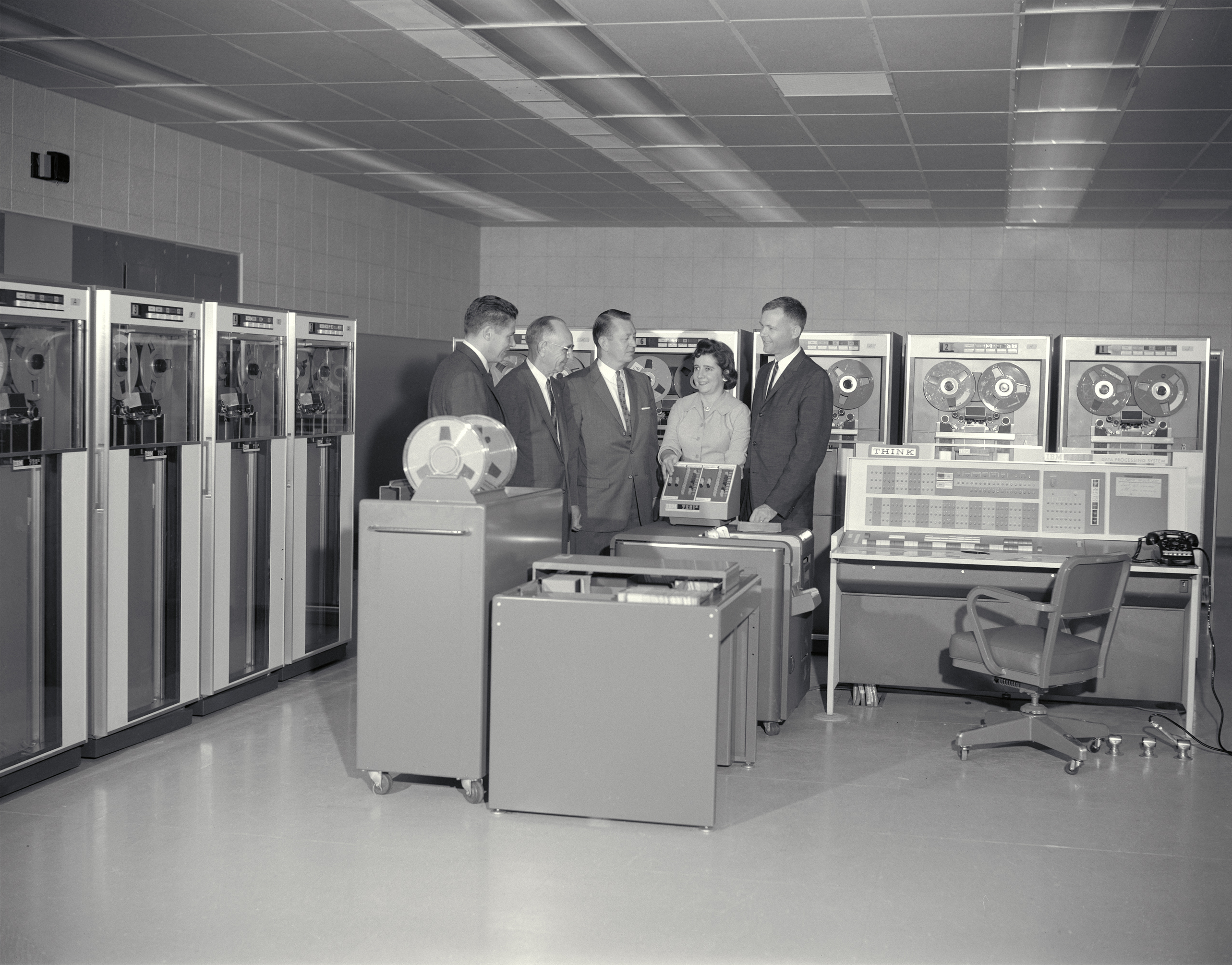
Système IBM 7090 en 1961

Un Grand Système IBM est un ordinateur central (mainframe en anglais) fabriqué par IBM.
Ce nom sera changé en processeur avec la série des 3031, 3032 et 3033.